# Bürgerinitiative
Eine Bürgerinitiative ist eine aus der Bevölkerung heraus gebildete Interessenvereinigung, die aufgrund eines konkreten politischen, sozialen oder ökologischen Anlasses in ihrem Bereich Selbsthilfe organisiert und somit möglicherweise Einfluss auf die öffentliche Meinung, auf staatliche Einrichtungen, Parteien oder andere gesellschaftliche Gruppierungen nimmt. Die Bürgerinitiative gehört damit zu den Formen politischer Partizipation.
Viele Bürgerinitiativen beschränken sich auf eng begrenzte Sachprobleme, weswegen sie auch als so genannte Ein-Punkt-Organisationen bezeichnet werden. In diesem Punkt unterscheiden sie sich also von politischen Parteien, die ein möglichst großes Spektrum an Meinungen abdecken und somit politische Macht erlangen wollen, und Interessenverbänden, die mit Hilfe eines organisierten Unterbaus klar abgegrenzte Interessengruppen vertreten.
Eine Bürgerinitiative ist basisdemokratisch, da sie eine Veränderung von der Basis her, also von der Bevölkerung ausgehend, initiiert. Die zum Erreichen des Ziels erforderlichen Maßnahmen werden koordiniert und organisiert, um Zeit und Aufwand zu sparen und der Meinung bzw. dem Anliegen der Bürgerinitiative mehr Nachdruck zu verleihen. Dazu werden meist Unterschriften gesammelt, Demonstrationen durchgeführt, Petitionen verfasst oder ein Bürgerbegehren initiiert.
Der Begriff „Bürgerinitiative“ ist nicht an eine bestimmte Organisationsform gebunden. Die meisten Bürgerinitiativen sind zunächst nur lose Gruppierungen ohne feste Organisationsstrukturen. Erfordert die Durchsetzung des Zieles ein längerfristiges Engagement, bilden sich oft Vereine. Insbesondere wenn Bürgerinitiativen langfristige kommunalpolitische Ziele verfolgen, können aus ihnen auch Wählergemeinschaften entstehen.
Eine Studie des deutschen Instituts für Urbanistik aus dem Jahr 1976 zeigte auf, dass sich damals die meisten Bürgerinitiativen für bessere Umweltbedingungen einsetzten (17 %), dicht gefolgt von Bürgerinitiativen für Spielplätze und Kindergärten (16 %), gegen Verkehrsplanungen (11,8 %) und für ein besseres oder verändertes Bildungswesen (8 %).

## Gründe für das Entstehen von Bürgerinitiativen
Auslöser für das Entstehen von Bürgerinitiativen sind zum Beispiel Probleme des Wirtschaftswachstums und damit verbundene Umweltbelastungen. Dieser Bereich wird von den Interessenverbänden kaum abgedeckt.
Des Weiteren ist ihr Entstehen meist auf ein Versagen von politischen Planern in Parteien und Verwaltungen zurückzuführen. Viele Bürger kritisierten, dass diese Planer vorrangig sachliche Korrektheit anstreben, die Bedürfnisse der Bevölkerung aber verkennen oder ignorieren.
Einen gewissen Anteil an der Entstehung von Bürgerinitiativen hatte sicherlich auch die außerparlamentarische Opposition (APO).

## Geschichte
Als erste Bürgerinitiative nach dem Zweiten Weltkrieg wurde 1947 zum Schutz der Wälder die Schutzgemeinschaft Deutscher Wald (SDW) von rund 500 Personen gegründet. Zudem versuchten die Bürgerinitiativen meist, lokale Interessen parteiübergreifend geltend zu machen. Viele Bürgerinitiativen schlossen sich in den 1970er Jahren zu Landesverbänden oder Bundesverbänden (z. B. Bundesverband Bürgerinitiativen Umweltschutz, BBU) zusammen und bildeten die politische Basis für die Gründung der Grünen beziehungsweise Alternativen Partei.
In den 1990er Jahren haben sich in den ostdeutschen Bundesländern zahlreiche neue Bürgerinitiativen als Reaktion auf die Konflikte gegründet, die sich durch das oftmals formale und gedankenlose „Überstülpen“ des bundesdeutschen Rechts- und Verwaltungssystems über den Osten ergeben haben, was von vielen Ostdeutschen als ungerecht und der Situation nicht angemessen empfunden wird. Markantes Beispiel sind die Bürgerinitiativen „gegen überhöhte Kommunalabgaben“, „für gerechte und verträgliche Abgaben“ und ähnliche, die sich etwa dagegen zur Wehr setzen, dass der Gesetzgeber ausnahmslos jeden Grundstücksbesitzer für so vermögend hält, dass er über die Grundsteuer hinaus zu weiteren Abgaben herangezogen werden kann, die im Extremfall bis zur Größenordnung des Bodenwertes des betreffenden Grundstücks reichen.

## Zielführende Strategien
Unbestreitbar ist jede Bürgerinitiative eher singulär und kaum auf andere Bewegungen übertragbar. Tatsache ist andererseits, dass aus den Erfolgen, aber auch den Misserfolgen vorhergegangener Bürgerinitiativen gelernt werden kann, was eher nützlich und was eher schädlich ist.
Wer eine Bürgerinitiative ins Leben rufen will, braucht immer einen langen Atem, außerdem eine große Fähigkeit, Mitstreiter und finanzielle Unterstützer zu gewinnen und zu inspirieren, sowie den Mut, sich mit einer oft unbeirrbaren Verwaltung anzulegen und in manchen Fällen auch die Häme der Lokalpresse zu ertragen. Auch bei offensichtlich widersinnigen Projekten der Behörden kann nicht davon ausgegangen werden, dass eine dort einmal getroffene Entscheidung – aufgrund einleuchtender Gegenargumente der Bürgerinitiative – wieder rückgängig gemacht wird.
Eine nur einer Parteienrichtung nahestehende Bürgerinitiative ist in aller Regel zum Scheitern verurteilt. Es gilt, angesehene Exponenten aus allen bürgerlichen Lagern in die Bürgerinitiative einzubinden und bis zu einem gewissen Grade Kompromissbereitschaft erkennen zu lassen. Dogmatische Ablehnung der Intention der Verwaltung führt nicht zum Ziel. Stattdessen müssen Alternativen erkennbar sein, die auch positive Veränderungen des Ist-Zustandes vorschlagen.

## Kritik
Kritiker von Bürgerinitiativen betrachten sie als Verhinderungsallianzen, die häufig auf egoistischen Anrainerinteressen bzw. Partikularinteressen beruhen und manchmal das Wirtschaftswachstum behindern. Dieses Verhalten wird häufig als „Sankt-Florians-Prinzip“ charakterisiert (englisch mit Nimby für „Not In My Back Yard“).
Der Verwaltungsforscher Wolfgang Seibel weist auf die empirische Feststellung hin, dass Bürgerinitiativen in ihrer sozialen Zusammensetzung zumeist sehr selektiv sind. Dies habe Folgen auf den politischen Prozess insgesamt: „Im Unterschied zum allgemeinen Wahlrecht begünstigt der politische Einfluss von Bürgerinitiativen eher die soziale Mittelschicht und führt somit zur Verzerrung der Repräsentativität politischer Einflussnahme auf die Verwaltung, also auch zu einer latenten Verletzung des Gleichheitsprinzips.“

## Bürgerinitiativen in Deutschland und Österreich
Den Titel „erste Bürgerinitiative Deutschlands“ nehmen, je nach Auslegung des Begriffs, verschiedene Initiativen in Anspruch:
- Löbliche Singergesellschaft, Pforzheim, gegründet 1501, zur Bestattung Pesttoter
- Zentral-Dombau-Verein zu Köln, gegründet 1842 von Kölner Bürgern zum Fertigbau und Erhalt des Kölner Doms
- Verein zum Schutz der Eltville-Wallufer Rheinuferlandschaft, Eltville am Rhein, gegründet 1958 von Erich Kapitzke
- Interessengemeinschaft gegen Luftverschmutzungsschäden und Luftverunreinigung, Essen, gegründet 1961 von Clemens Schmeck
- Aktionsgemeinschaft Westend, Frankfurt am Main, älteste BI der Stadt, gegründet 1969, gegen die Zerstörung eines Wohnquartiers
- Notgemeinschaft Nordhorn-Range e. V. Nordhorn, gegründet 1971 als „Notgemeinschaft gegen den Bombenabwurfplatz Nordhorn-Range“

Österreich
- Aktion21.at, Der Verein als Plattform zahlreicher Wiener Bürgerinitiativen möchte die Umsetzung des von den Vereinten Nationen 1992 beschlossenen Instrumentariums Agenda 21 im Sinne der Erklärung der Kommunen in Johannesburg (2002; local action 21) vorantreiben.